# 클러치 (야구)
클러치(clutch)는 야구에서 7회까지의 결과 기준으로 3점차 미만으로 진행될 만큼 막상막하인 경우를 말한다.

## 클러치 히터
클러치 상황에서 결정적인 타격을 해 주는 타자를 클러치 히터(clutch hitter)라고 부른다. 이 용어는 1945년에 도입되었다.

## 소프트 넘버
클러치 상황 및 결정적인 기회에 약한 타자들을 소프트 넘버(soft number)라고 한다.